# Чайник

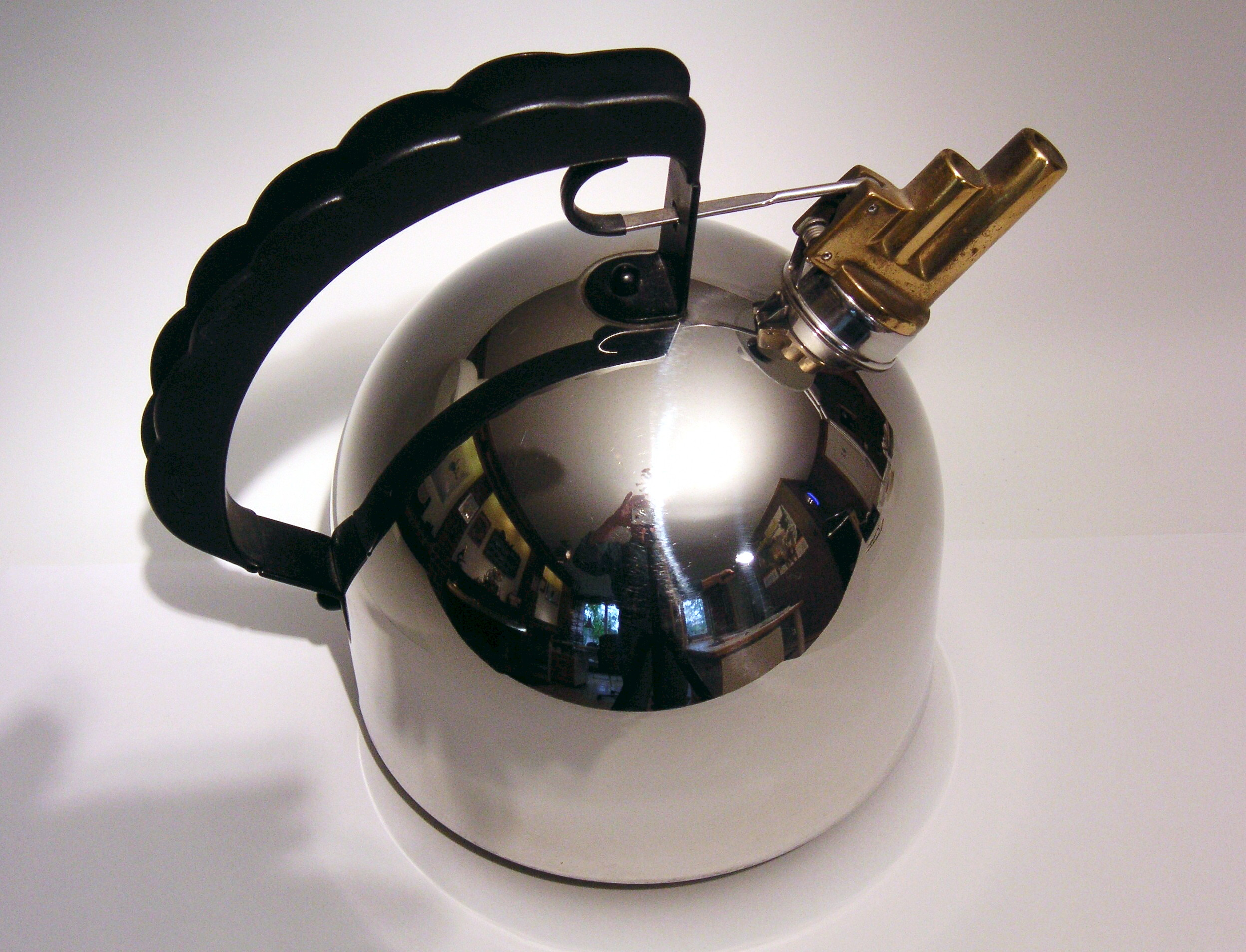
Чайник для плит

Ча́йник — посудина з ручкою та носиком, кришкою (хоча бувають і винятки), яка використовується для заварювання чаю або кип'ятіння води.

## Історія
Як і чай, чайники з'явилися в Європі на початку XVI століття і прийшли до нас із Китаю. Особливої популярності в Східній Європі набули після побудови Китайсько-східної залізниці.
У Гонконзькому музеї чайного начиння зберігається чайник 1514 року, створений майстром Гун Чунем.

## Типи чайників

### Чайник для плит
Чайник для плит — звичайна металева ємність (з носиком, ручкою, зазвичай з кришкою), яку ставлять на кухонну плиту, зазвичай газову або електричну, рідше на дровах або на вугіллі, ще рідше на піч. Носик деяких чайників обладнують свистками, що працюють від струменя пари та попереджують про його кипіння характерним свистом.

### Похідний чайник
Похідний чайник (костровий) — на відміну від чайника для плити, призначений для підвішування над вогнем і застосовується зазвичай у похідних умовах.

### Електричний чайник

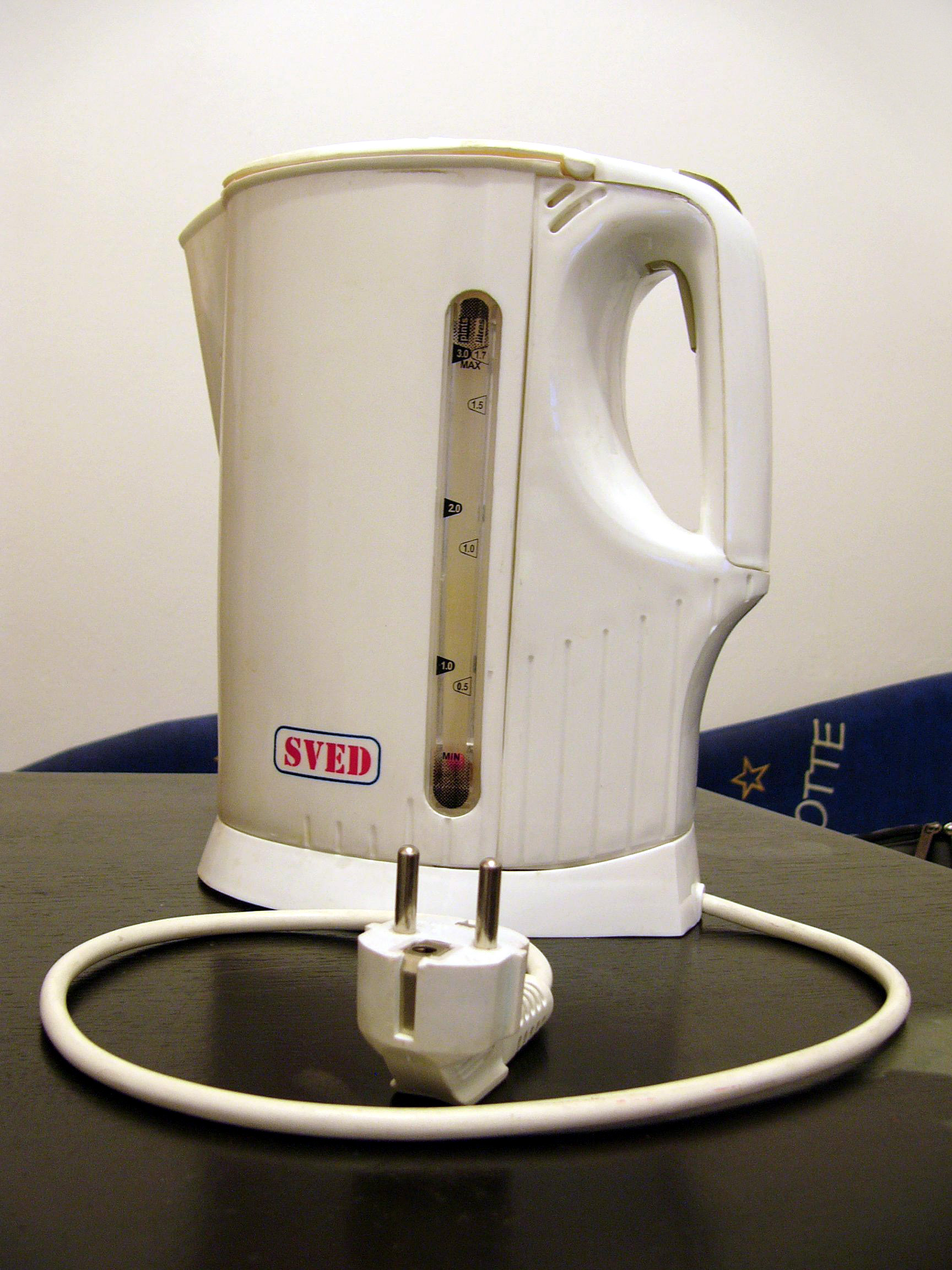
Електричний чайник

Електричний чайник — використовує для нагрівання внутрішнє джерело теплової енергії (зазвичай елемент зі спіраллю або диск), що працює від електроенергії. Такі чайники обладнані пристроєм відключення при кипінні. Найчастіше виготовляються з пластику, рідше з металу, ще рідше зі скла або кераміки.
У Японії в 1992 р. з'явилися электрочайники-термоси — «термопот». Масове виробництво чайників з електроконтактною підставкою розпочалося в Ізраїлі в 1994 р.

### Заварний чайник

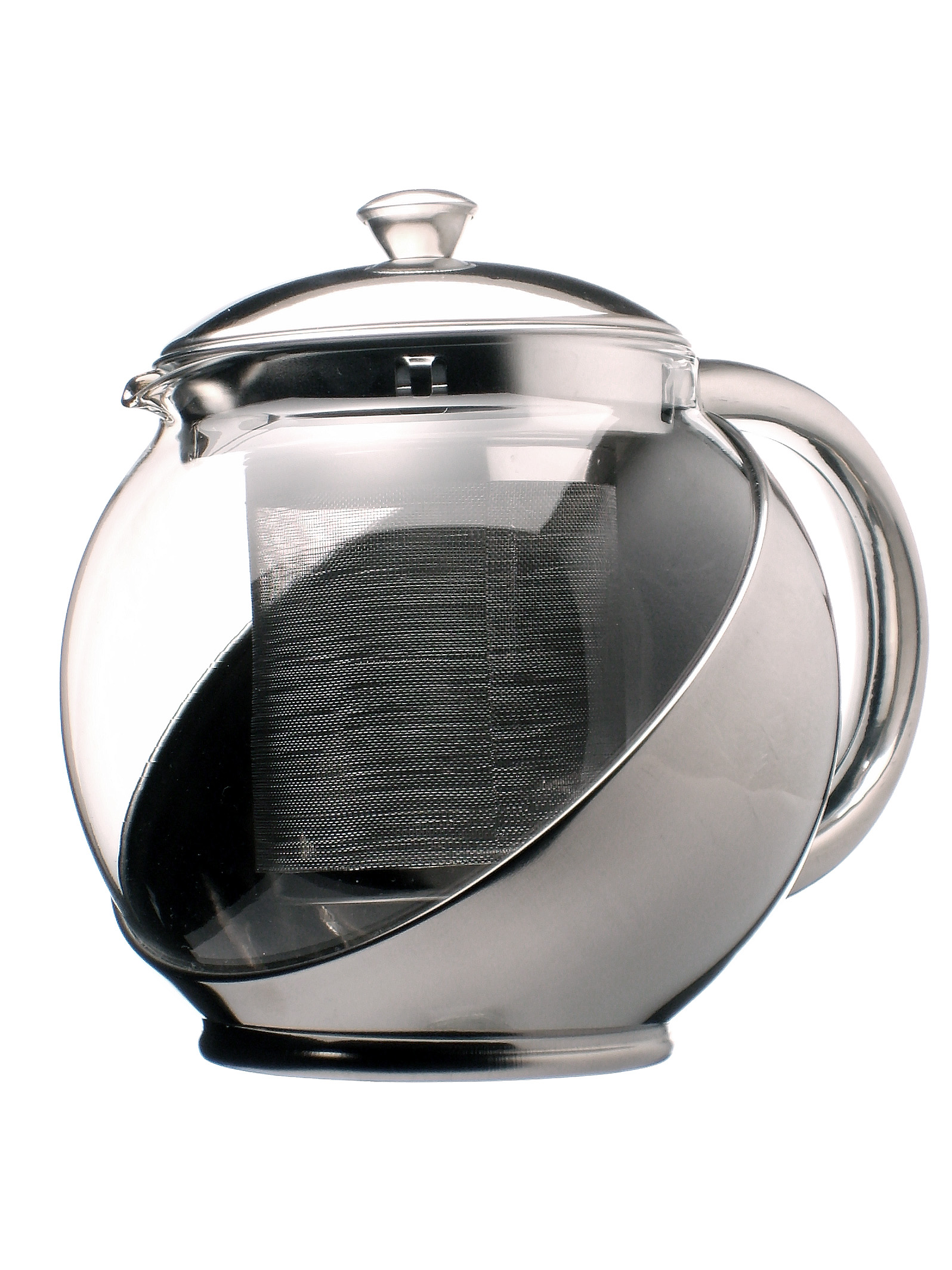
Заварний чайник

Заварний чайник — посуд для заливання чайного листя (в тому числі в чайних пакетиках) гарячою або кип'яченою водою з метою приготування чаю. Може бути керамічним, фаянсовим, порцеляновим, металевим або скляним.

## Галерея

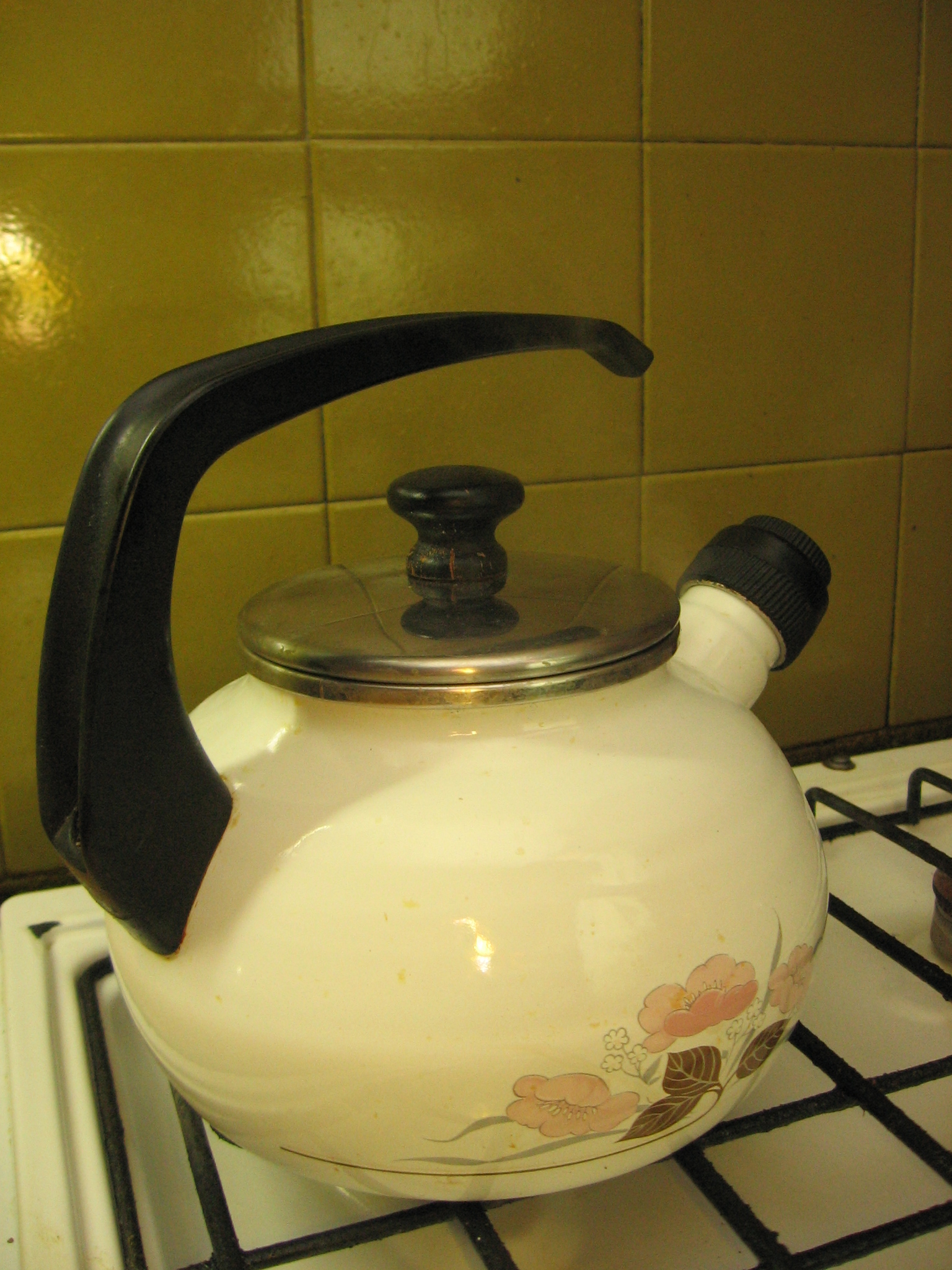
Металевий емальований чайник на газовій плиті
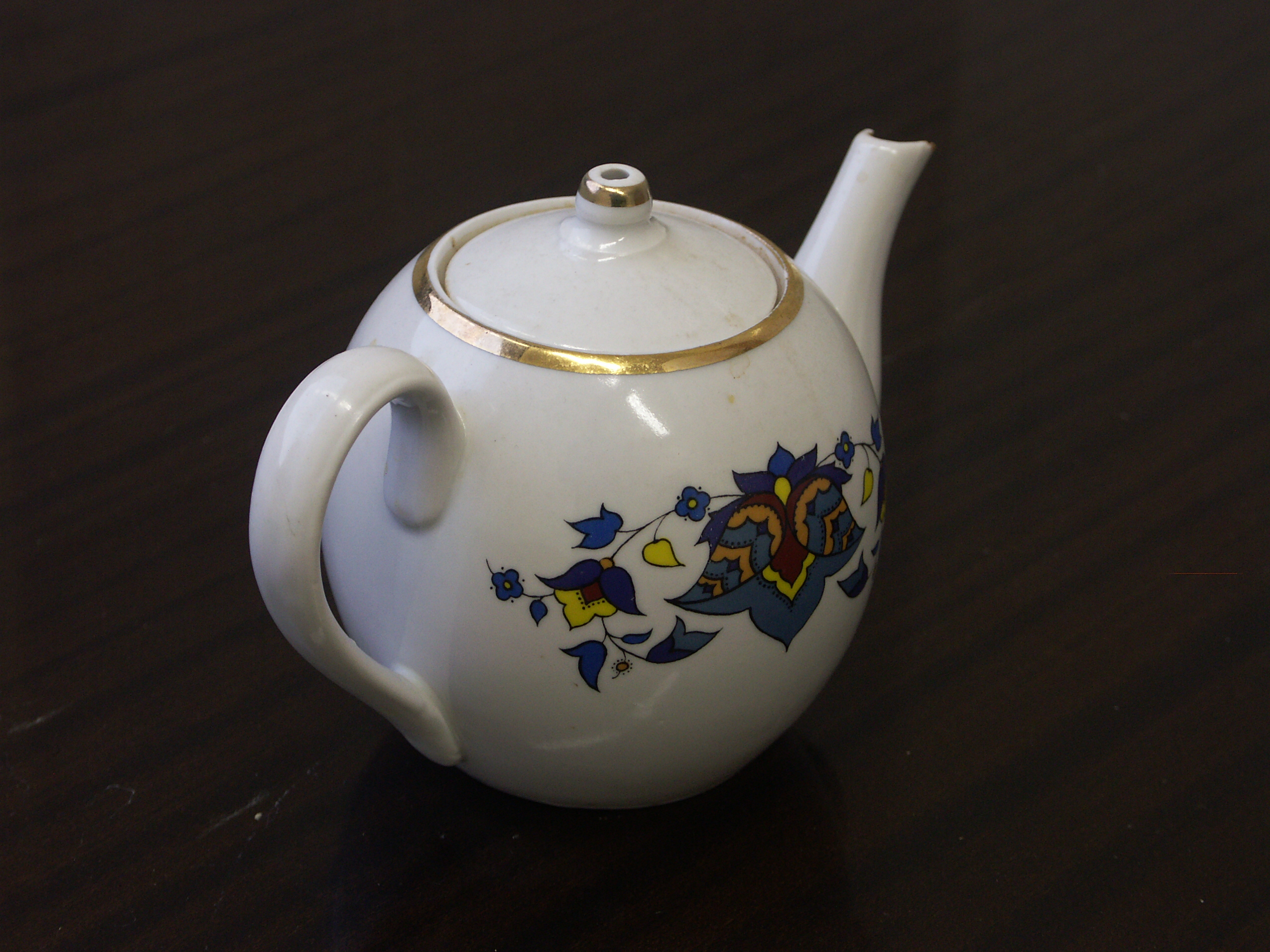
Заварний чайник
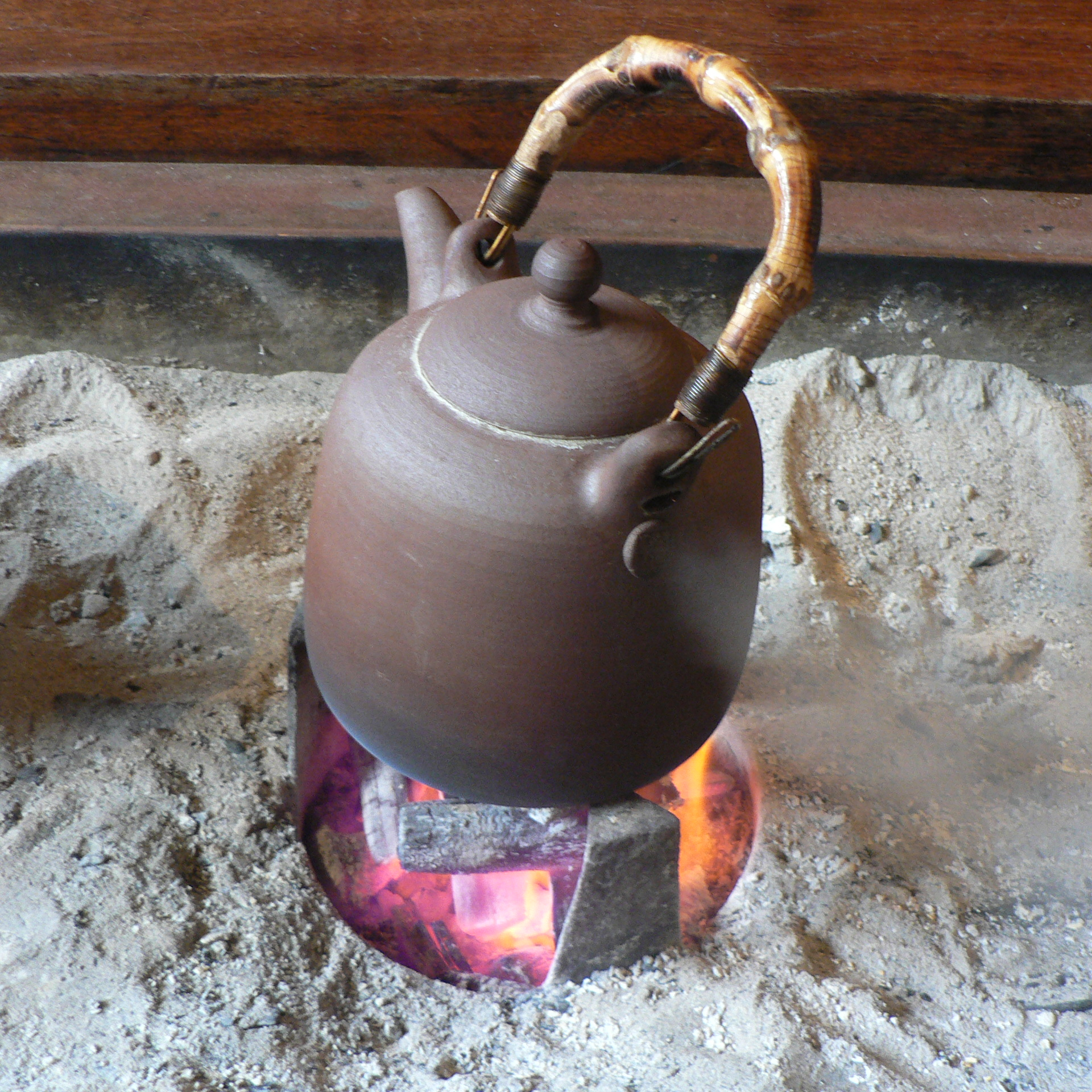